# Masae Suzuki
Masae Suzuki (鈴木 政江 Suzuki Masae?,  nacido el 21 de enero de 1957 en Chiba) es una exfutbolista japonesa que jugaba como guardameta.
Suzuki jugó 45 veces para la selección femenina de fútbol de Japón entre 1984 y 1991. Suzuki fue elegida para integrar la selección nacional de Japón para los Copa Mundial Femenina de Fútbol de 1991.

## Trayectoria

### Clubes
| Club                          | País  | Año         |
| ----------------------------- | ----- | ----------- |
| Mitsubishi Heavy Industries   | Japón | 1977 - 1984 |
| Nissan FC Ladies              | Japón | 1985 - 1989 |
| Nikko Securities Dream Ladies | Japón | 1990 - 1991 |
| JEF United Ichihara           | Japón | 2002 - 2004 |

### Selección nacional
| Selección | País  | Año         |
| --------- | ----- | ----------- |
| Absoluta  | Japón | 1984 - 1991 |

## Estadística de equipo nacional
| Selección femenina de fútbol de Japón | Selección femenina de fútbol de Japón | Selección femenina de fútbol de Japón |
| Año                                   | Partidos                              | Goles                                 |
| ------------------------------------- | ------------------------------------- | ------------------------------------- |
| 1984                                  | 1                                     | 0                                     |
| 1985                                  | 0                                     | 0                                     |
| 1986                                  | 13                                    | 0                                     |
| 1987                                  | 4                                     | 0                                     |
| 1988                                  | 3                                     | 0                                     |
| 1989                                  | 9                                     | 0                                     |
| 1990                                  | 5                                     | 0                                     |
| 1991                                  | 10                                    | 0                                     |
| Total                                 | 45                                    | 0                                     |